# Stazione di Kōzōji
La stazione di Kōzōji (高蔵寺駅?, Kōzōji-eki) e una stazione ferroviaria di interscambio situata nella città di Kasugai, nella prefettura di Aichi in Giappone. La stazione e gestita dalla JR Central e serve la linea principale Chūō, ed è capolinea della linea circolare di Aichi, gestita dalla società omonima. I treni di quest'ultima linea si immettono sulla linea Chūō e raggiungono la stazione di Nagoya.

## Linee
JR Central
■ Linea principale Chūō
 Ferrovia circolare di Aichi
■ Linea circolare di Aichi

## Struttura
La stazione è dotata di tre marciapiedi a isola con cinque binari passanti, collegati da sovrappassaggi.
Sono disponibili ascensori e scale mobili per il libero accesso della stazione, e all'uscita tornelli automatici con supporto alla bigliettazione elettronica TOICA.
| Bin. | Linea                      | Direzione     | Destinazione                | Note                                                                  |
| ---- | -------------------------- | ------------- | --------------------------- | --------------------------------------------------------------------- |
| 1    | ■ Linea circolare di Aichi | -             | per Setoguchi e Shin-Toyota | treni limitati alla tratta                                            |
| 1    | ■ Linea principale Chūō    | Nagoya centro | per Nagoya                  | diretti da linea circolare di Nagoya                                  |
| 2    | ■ Linea principale Chūō    | Nagoya centro | per Nagoya                  |                                                                       |
| 3    | ■ Linea principale Chūō    | Nagoya centro | per Nagoya                  | per treni partenti da questa stazione e per Espressi Limitati Shinano |
| 5    | ■ Linea principale Chūō    | Esterno       | per Tajimi e Nakatsugawa    |                                                                       |
| 5    | ■ Linea principale Chūō    | Nagoya centro | per Nagoya                  | principalmente treni originantisi da questa stazione                  |
| 5    | ■ Linea circolare di Aichi | -             | per Setoguchi e Shin-Toyota | diretti provenienti da linea Chūō                                     |
| 6    | ■ Linea principale Chūō    | Esterno       | per Tajimi eNakatsugawa     |                                                                       |
| 6    | ■ Linea circolare di Aichi | -             | per Setoguchi e Shin-Toyota | diretti provenienti da linea Chūō                                     |

## Stazioni adiacenti
| ≪                        | Servizio              | ≫                     |
| Linea principale Chūō    | Linea principale Chūō | Linea principale Chūō |
| ------------------------ | --------------------- | --------------------- |
| Jōkōji                   | Locale                | Jinryō                |
| Tajimi                   | Rapido                | Kasugai               |
| Tajimi                   | Homeliner             | Chikusa Ōzone         |
| Linea circolare di Aichi |                       |                       |
| Capolinea                | Locale                | Nakamizuno            |